# Coulommes-la-Montagne
Ne doit pas être confondu avec Coulommes ou Coulommes-et-Marqueny.
Coulommes-la-Montagne est une commune française située dans le département de la Marne, en région Grand Est.

## Géographie

### Situation
Coulommes-la-Montagne se trouve à une dizaine de kilomètres au sud-ouest de Reims.

### Communes limitrophes
| Méry-Prémecy                 | Vrigny                |                  |
|                              | Coulommes-la-Montagne | Ormes            |
| Saint-Euphraise-et-Clairizet |                       | Pargny-lès-Reims |

### Hydrographie
La commune est dans la région hydrographique « la Seine du confluent de l'Oise (inclus) à l'embouchure » au sein du bassin Seine-Normandie. Elle n'est drainée par aucun cours d'eau,.

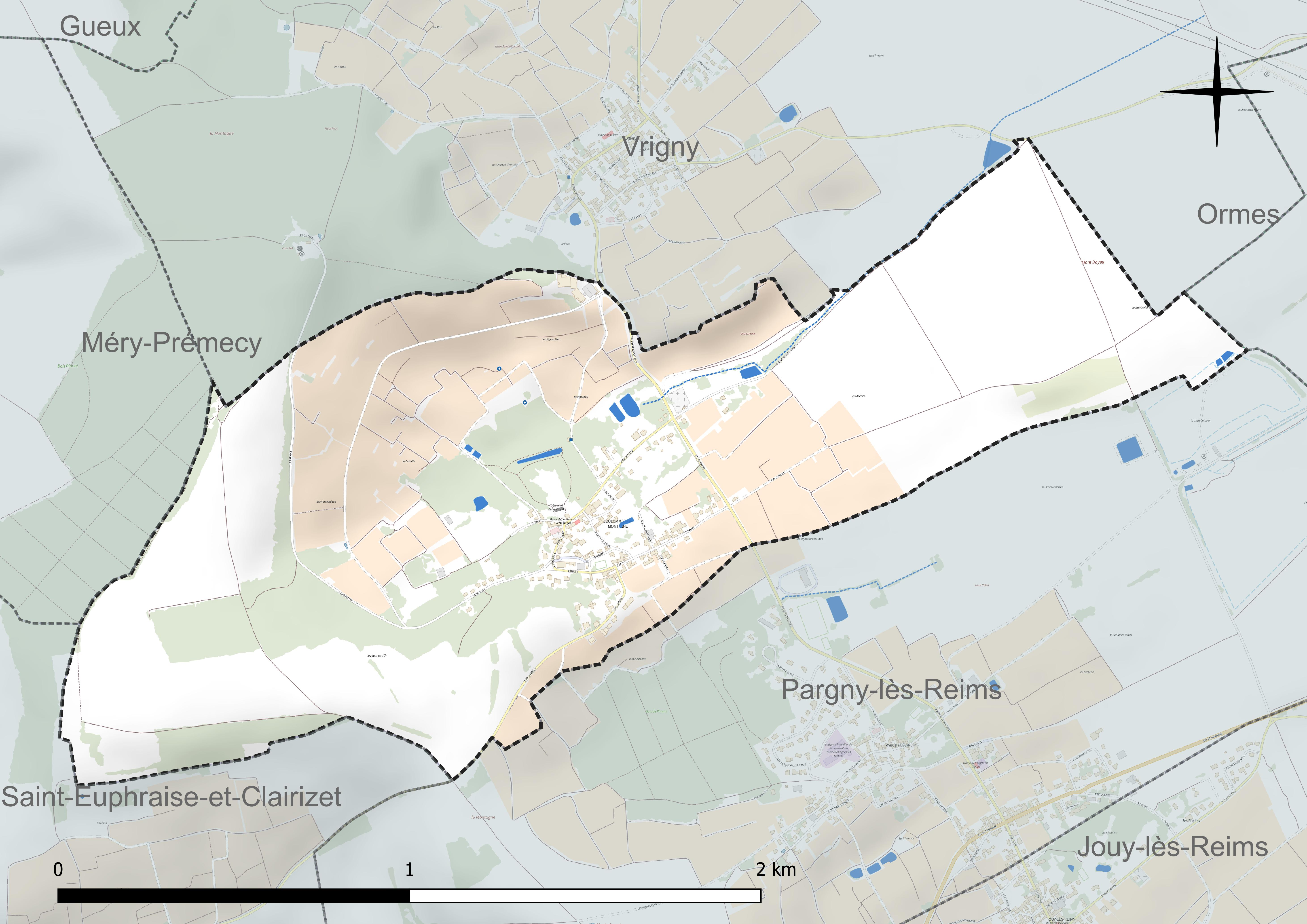
Réseau hydrographique de Coulommes-la-Montagne.

### Climat
Pour des articles plus généraux, voir Climat du Grand Est et Climat de la Marne.
En 2010, le climat de la commune est de type climat océanique dégradé des plaines du Centre et du Nord, selon une étude du Centre national de la recherche scientifique s'appuyant sur une série de données couvrant la période 1971-2000. En 2020, Météo-France publie une typologie des climats de la France métropolitaine dans laquelle la commune est exposée à un climat océanique altéré et est dans la région climatique  Nord-est du bassin Parisien, caractérisée par un ensoleillement médiocre, une pluviométrie moyenne régulièrement répartie au cours de l’année et un hiver froid (3 °C). 
Pour la période 1971-2000, la température annuelle moyenne est de 10,6 °C, avec une amplitude thermique annuelle de 15,7 °C. Le cumul annuel moyen de précipitations est de 737 mm, avec 12,2 jours de précipitations en janvier et 7,9 jours en juillet. Pour la période 1991-2020, la température moyenne annuelle observée sur la station météorologique de Météo-France la plus proche, « Chambrecy-Civc », sur la commune de Chambrecy à 8 km à vol d'oiseau, est de 10,7 °C et le cumul annuel moyen de précipitations est de 734,0 mm. 
La température maximale relevée sur cette station est de 40,3 °C, atteinte le 25 juillet 2019 ; la température minimale est de −22,1 °C, atteinte le 17 janvier 1985,,. 
Les paramètres climatiques de la commune ont été estimés pour le milieu du siècle (2041-2070) selon différents scénarios d'émission de gaz à effet de serre à partir des nouvelles projections climatiques de référence DRIAS-2020. Ils sont consultables sur un site dédié publié par Météo-France en novembre 2022.

## Urbanisme

### Typologie
Au 1er janvier 2024, Coulommes-la-Montagne est catégorisée commune rurale à habitat dispersé, selon la nouvelle grille communale de densité à sept niveaux définie par l'Insee en 2022.
Elle est située hors unité urbaine. Par ailleurs la commune fait partie de l'aire d'attraction de Reims, dont elle est une commune de la couronne,. Cette aire, qui regroupe 294 communes, est catégorisée dans les aires de 200 000 à moins de 700 000 habitants,.

### Occupation des sols
L'occupation des sols de la commune, telle qu'elle ressort de la base de données européenne d’occupation biophysique des sols Corine Land Cover (CLC), est marquée par l'importance des territoires agricoles (82,8 % en 2018), une proportion identique à celle de 1990 (82,8 %). La répartition détaillée en 2018 est la suivante : 
terres arables (43,9 %), cultures permanentes (38,9 %), forêts (17,2 %). L'évolution de l’occupation des sols de la commune et de ses infrastructures peut être observée sur les différentes représentations cartographiques du territoire : la carte de Cassini (XVIIIe siècle), la carte d'état-major (1820-1866) et les cartes ou photos aériennes de l'IGN pour la période actuelle (1950 à aujourd'hui).

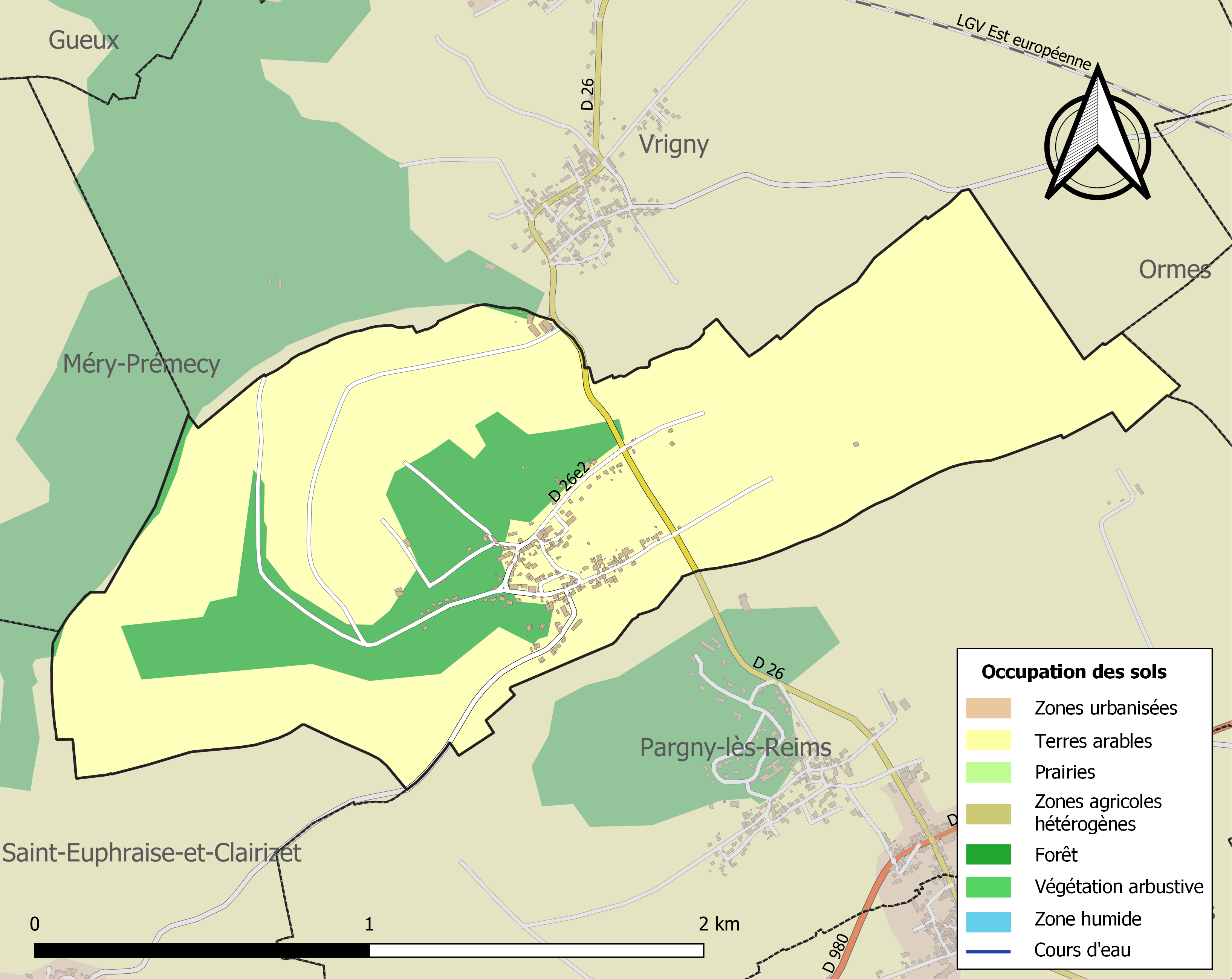
Carte des infrastructures et de l'occupation des sols de la commune en 2018 (CLC).

## Toponymie
Le nom de la localité est attesté sous les formes Colomna, Columna (vers 850) ; Columnæ, in comitatu Remensi (975) ; Colombæ (commencement du XIe siècle) ; Columnæ (1145) ; Colummes, Columei (XIe siècle) ; Columnes (1201) ; Colommes (1223) ; Coulommes (1276) ; Colomes (1345) ; Coulomes (1358) ; Coulommes à la Montaigne (vers 1375) ; Coullommes (1377) ; Coulommes en la Montaigne de Reims (1384) ; Coulommes en la Montaigne (1433) ; Coulongnes en la Montaigne, Coulonnes-lès-Reims (1556) ; Collommes (1557) ; Coulomme (1665) ; Coulommes en Montagnes (1720) ; Coulomme-la-Montagne (1777).

À la Révolution française, la commune s'appelait Coulommes, qu’elle changea en Coulommes-en-la-Montagne (avant 1800), puis en son nom actuel par les décrêts des 02/07/1898 et 26/08/1898, Coulommes devient Coulommes-la-Montagne.
Coulommes justifierait son nom de la présence d'une « colonne », qui a pu désigner un monument romain , une borne milliaire , une borne-limite, d'une colonne militaire (clumnae en latin), sorte de borne kilométrique de l'époque.

## Histoire

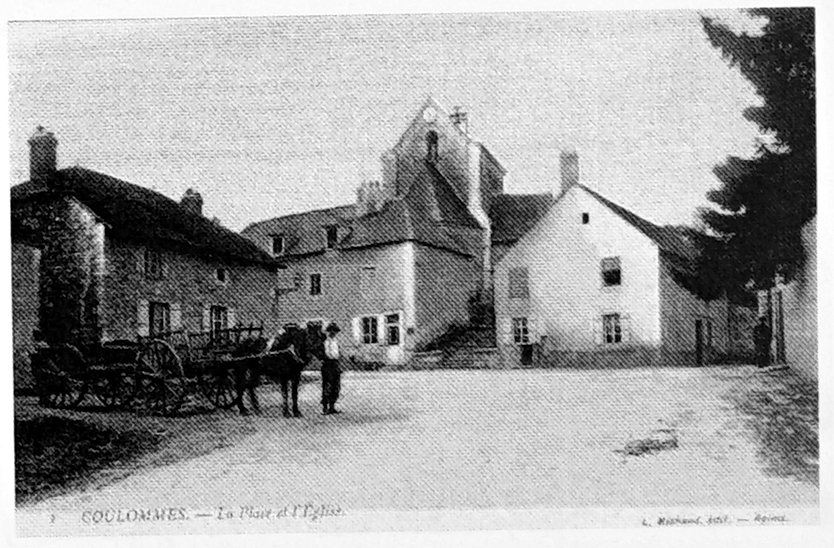
Le village au début du XXe siècle.

Le nom apparaît dans les textes lors d'une donation de Manassès Ier de Rethel en 974 au chapitre de Reims. Ensuite, ledit chapitre en fait donation à l'abbaye Saint-Remi. L'abbaye reçoit en 1176 une donation de la part d'Hugues de Chaumuzy et, en 1240, Gaucher III de Nanteuil fait de même. En 1286, puis en 1306 et 1502, un moulin, route de Pargny est cité. Le village souffre de la chevauchée vers Reims de 1359. En 1565, Simon II acquiert une maison, des vignes et un jardin. La famille Coquebert, sise à Reims, fait ériger, le 21 juillet 1665, la terre de Bel-Eau-Court en seigneurie qui prête hommage à la même abbaye. En 1644, André agrandit le colombier. Le village est en partie incendié en 1650 par les troupes du général Reinhold de Rosen sous les ordres du maréchal de Praslin parti soumettre Turenne. En 1652, les loups entrent au village, tuent une fille et attaquent une femme. la peste sévit au même moment. En 1683, l'abbaye finance la réfection de l'église et, de nouveau en 1742, pour 1 700 livres. En 1848, la garde bourgeoise du village se réunit pour repousser les révolutionnaires.

### Distinctions
Croix de guerre 1914-1918 : 30 mai 1921

## Politique et administration

### Liste des maires
| Période                                  | Période   | Identité                                            | Étiquette   | Qualité                                                                    |
| ---------------------------------------- | --------- | --------------------------------------------------- | ----------- | -------------------------------------------------------------------------- |
|                                          | av.1906   | Charles Vicomte du Pin de La Guerivière (1839-1906) |             | Militaire                                                                  |
|                                          | av.1922   | Odoard Vicomte du Pin de La Guerivière (1864-1922)  |             | Fils du précédent                                                          |
| Les données manquantes sont à compléter. |           |                                                     |             |                                                                            |
| mars 2001                                | juin 2020 | Luc Bzdak                                           | UDF puis NC | Président de la CC Champagne Vesle ( ? → ) Réélu pour le mandat 2014-2020, |
| juin 2020                                | En cours  | Julien Lepitre                                      |             |                                                                            |

## Population et société

### Démographie
L'évolution du nombre d'habitants est connue à travers les recensements de la population effectués dans la commune depuis 1793. Pour les communes de moins de 10 000 habitants, une enquête de recensement portant sur toute la population est réalisée tous les cinq ans, les populations de référence des années intermédiaires étant quant à elles estimées par interpolation ou extrapolation. Pour la commune, le premier recensement exhaustif entrant dans le cadre du nouveau dispositif a été réalisé en 2006.

En 2022, la commune comptait 207 habitants, en évolution de −1,9 % par rapport à 2016 (Marne : −1,19 %, France hors Mayotte : +2,11 %).
| 1793 | 1800 | 1806 | 1821 | 1831 | 1836 | 1841 | 1846 | 1851 |
| ---- | ---- | ---- | ---- | ---- | ---- | ---- | ---- | ---- |
| 516  | 266  | 270  | 240  | 252  | 257  | 244  | 254  | 256  |

| 1856 | 1861 | 1866 | 1872 | 1876 | 1881 | 1886 | 1891 | 1896 |
| ---- | ---- | ---- | ---- | ---- | ---- | ---- | ---- | ---- |
| 233  | 230  | 205  | 205  | 205  | 200  | 185  | 204  | 181  |

| 1901 | 1906 | 1911 | 1921 | 1926 | 1931 | 1936 | 1946 | 1954 |
| ---- | ---- | ---- | ---- | ---- | ---- | ---- | ---- | ---- |
| 205  | 218  | 224  | 151  | 167  | 128  | 127  | 133  | 119  |

| 1962 | 1968 | 1975 | 1982 | 1990 | 1999 | 2006 | 2011 | 2016 |
| ---- | ---- | ---- | ---- | ---- | ---- | ---- | ---- | ---- |
| 137  | 144  | 165  | 206  | 228  | 222  | 204  | 227  | 211  |

| 2021 | 2022 | - | - | - | - | - | - | - |
| ---- | ---- | - | - | - | - | - | - | - |
| 206  | 207  | - | - | - | - | - | - | - |

## Économie
La commune de Vrigny est située dans la zone de production de l'AOC champagne (1er cru), au sein du vignoble de la Montagne de Reims. On y trouve la coopérative vinicole de Coulommes-la-Montagne-Vrigny.

## Culture locale et patrimoine

### Lieux et monuments

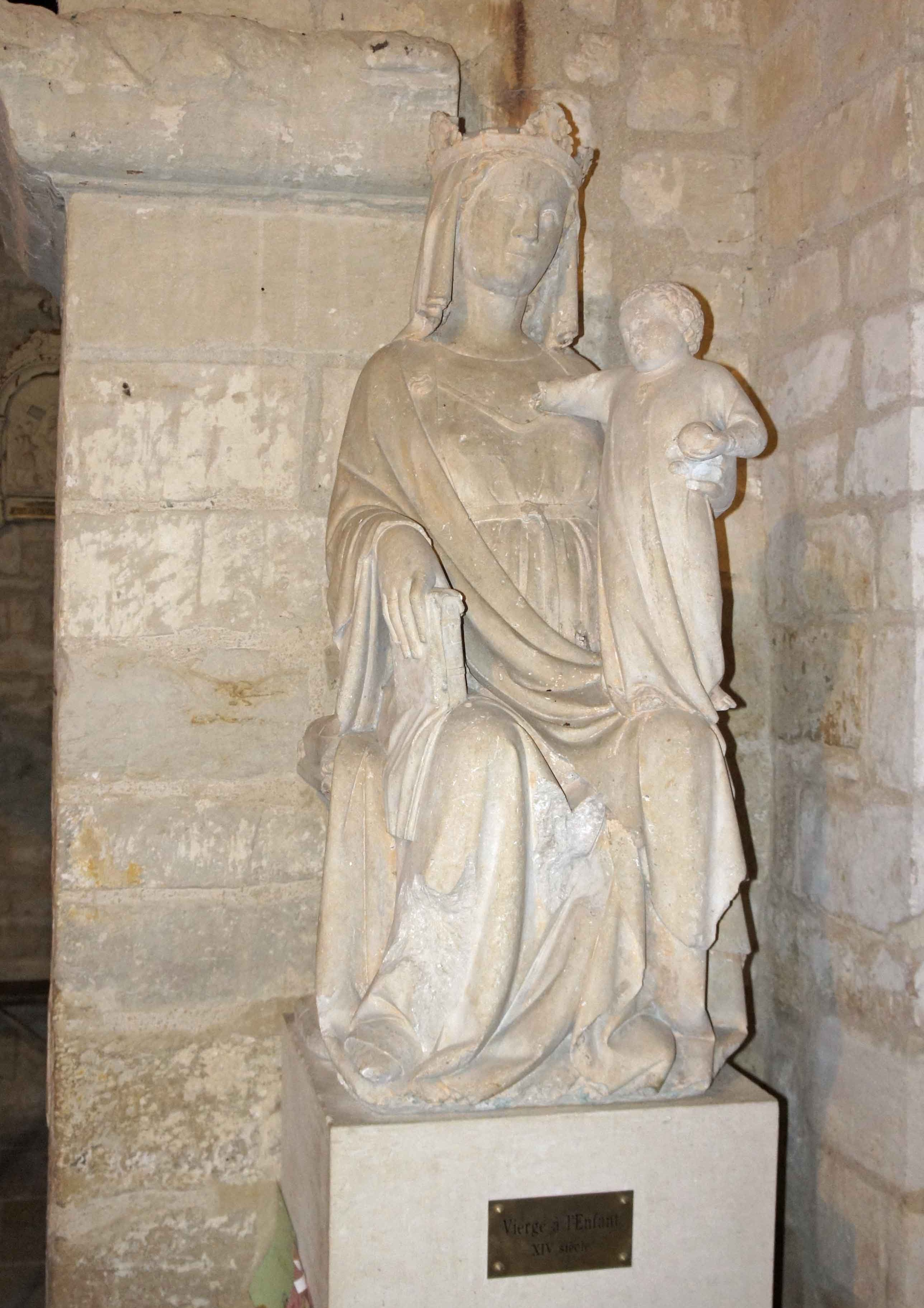
Vierge à l'enfant en l'église datant du XVIe siècle.
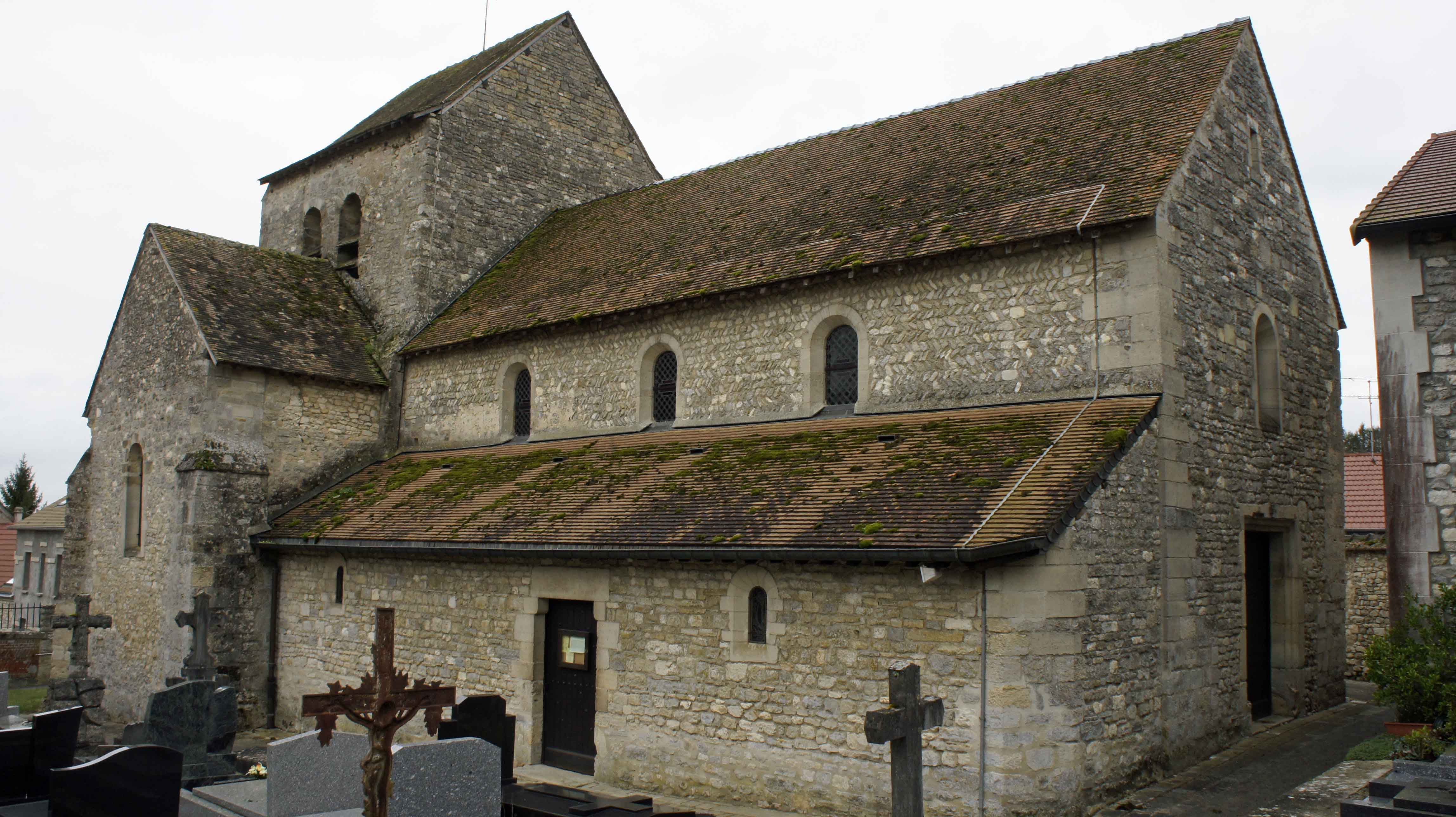
L'église Saint-Rémi vue depuis le cimetière.
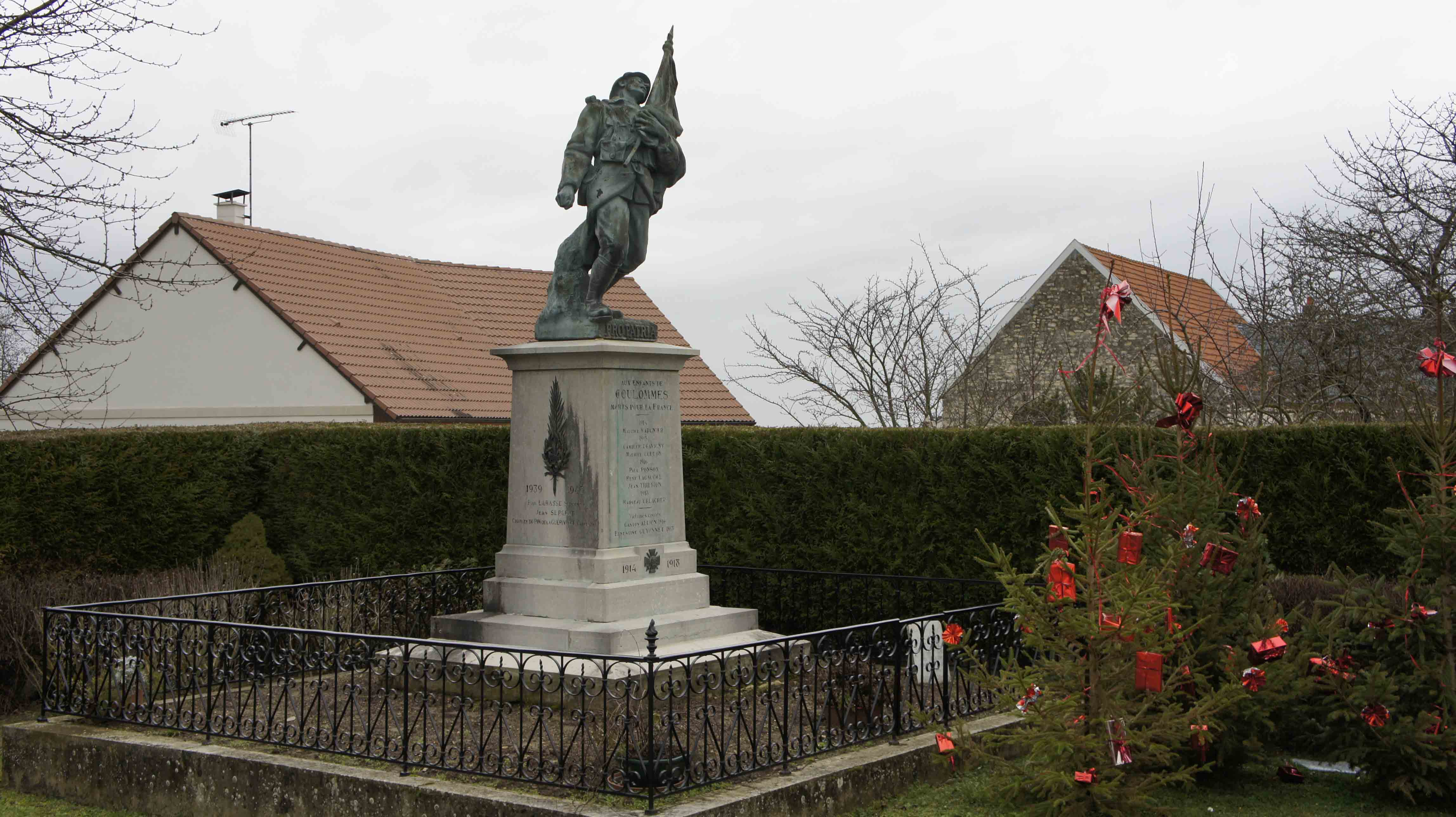
Monument aux morts.
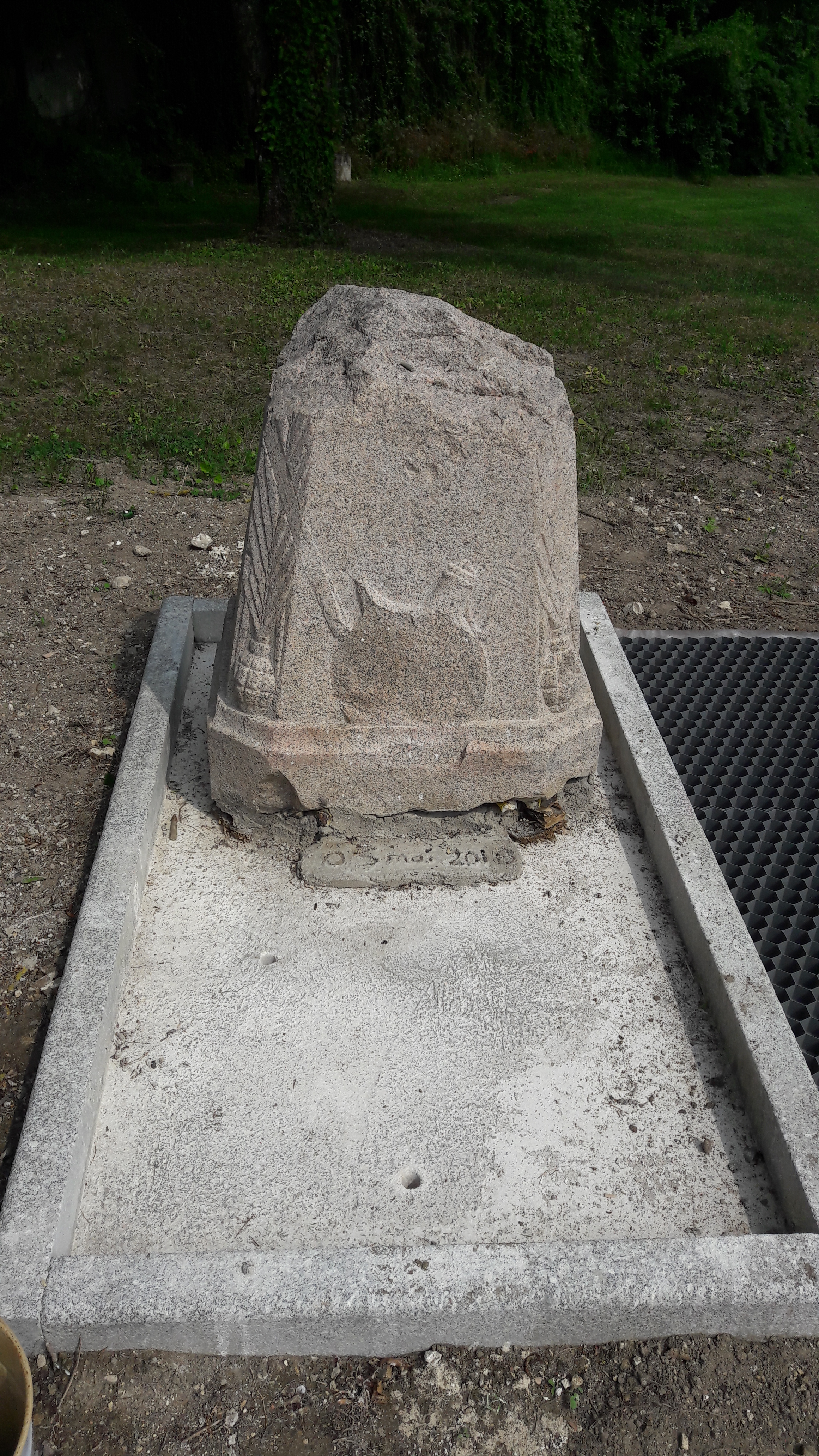
Borne Vauthier marquant la ligne de front.

- Église paroissiale du XIIe siècle, classée aux monuments historiques[22].
- Monument aux morts avec son soldat fauché.

### Personnalités liées à la commune
Les familles Cauchon et Coquebert furent seigneurs de Coulommes.